# Platyhypnidium pringlei
Platyhypnidium pringlei är en bladmossart som beskrevs av Brotherus 1925. Platyhypnidium pringlei ingår i släktet Platyhypnidium och familjen Brachytheciaceae. Inga underarter finns listade i Catalogue of Life.